# Nakhlat Deira
Nakhlat Deira (in arabo نخلة ديرة	‎?), anche conosciuta come Palm Deira, è una comunità dell'Emirato di Dubai, negli Emirati Arabi Uniti. Si trova nel Settore 1 nella zona settentrionale di Dubai. Il quartiere coincide con l'area di sviluppo dell'isola artificiale di Palm Deira.

## Storia
La realizzazione dell'isola artificiale di Palm Deira è stata avviata nel 2004, nell'ambito di una serie di progetti di sviluppo volti ad incrementare il turismo in Dubai.
Lo sviluppo di Palm Deira faceva parte di un progetto più ampio, chiamato Palm Islands, che prevedeva alktre due isole, chiamate Palm Jumeirah e Palm Jebel Ali.
Palm Deira doveva essere la più grande delle tre isole. Il progetto originale prevedeva la realizzazione di un'isola con una lunghezza di 14 km lungo l'asse verticale e 8,5 km lungo l'asse trasversale, avente la forma di una palma stilizzata con 41 fronde circondata da un bordo esterno a forma di mezzaluna che fungeva da frangiflutti. Tuttavia, a seguito della verifica di un sostanziale cambiamento nella profondità del Golfo Persico, è intervenuto un cambiamento nel progetto che ha portato l'isola e diventare 12,5 per 7,5 chilometri con 18 fronde più grandi di quelle originariamente previste.
Il contratto per la realizzazione dell'isola è stato affidato alla Nakheel Properties nel 2004 e la fine del progetto era prevista per il 2015.
Nel 2005 venne ingaggiata la società olandese Van Oord, specializzata in operazioni di dragaggio e recupero di terra dal mare.
Nel 2008 la Nakheel annunciò che oltre un quarto della superficie prevista era stata approntata e la fase uno del progetto era completa all'80%. Tuttavia, a seguito delle ripercussioni sulla Nakheel della crisi finanziaria del 2007-2008, a fine 2008 il progetto venne sospeso.
Nel 2013 Ali Rashid Lotah, presidente di Nakheel Properties, ha annunciato la ripresa dei lavori su Palm Deira. Lotah ha anche dichiarato alcune modifiche al progetto oltre a ribattezzarlo come Deira Islands.
Nel 2015 Nakheel ha assegnato un contratto da 387 milioni di Dh alla Van Oord per realizzazione di a modellazione di 8,5 km di nuove spiagge, 3,5 km di muri di banchina, 9,5 km di bordi rocciosi e 2 km di frangiflutti.
Nel 2022 il progetto è stato ulteriormente modificato per adeguarlo a quanto previsto dal Masterplan Urbano di Dubai 2040. Le Deira Islands sono state ulteriormente rinominate Isole di Dubai e consistono di cinque isole con una superficie totale di 17 kmq, con oltre 20 km di spiagge, 2 kmq di parchi e spazi aperti, campi da golf e oltre 80 resort e hotel. Non sono state fornite date di avvio/completamento delle attività.
Il nuovo progetto prevede la realizzazione di un grande centro commerciale, chiamato Deira Mall, di 600.000 m2 che ospiterà 1.100 negozi e di un mercato notturno posto sul lungomare dell'isola più meridionale, lungo circa 1,9 Km, che dovrebbe contenere circa 5.300 stand commerciali e 96 fra caffe e ristoranti.

## Territorio
Il territorio previsto occupa un'area di 99,6 km² corrispondente all'area totale di sviluppo dell'isola artificiale di Palm Deira di fronte all'omonimo quartiere di Dubai.
La comunità confina lungo la costa con le altre comunità del Settore 1 di Al Mamzar, Al Hamriya Port, Corniche Deira e Al Corniche.
Allo stadio di sviluppo attuale (dicembre 2022) l'isola non ha una popolazione residente.
Nel 2016 è stato completato il primo dei tre ponti che collegheranno l'isola alla terraferma. Il ponte ha tre corsie per ogni senso di marcia e si trova lungo la Abu Baker Al Siddique Road (D 78).
Nel 2021 è stato aperto il mercato notturno sul lungomare di una delle isole che compongono la comunità. Il mercato, chiamato Souk Al Marfa, ospita nella prima fase circa 400 negozi, che diventeranno oltre 1.000 successivamente. Quando sarà completamente operativo, sarà il più grande souq degli Emirati Arabi Uniti.
Non vi sono fermate della metropolitana sull'isola e la fermata più vicina è quella, della linea verde, di Gold Souq, che si trova sulla terraferma lungo la Al Khaleej Street presso il Gold Souk.